# Cuộc chiến nảy lửa
Cuộc chiến nảy lửa (tựa gốc: The Heat) là một bộ phim hành động hài hước Mỹ năm 2013 do Paul Feig đạo diễn và Katie Dippold viết kịch bản. Dàn diễn viên gồm Sandra Bullock, Melissa McCarthy, Demián Bichir, Marlon Wayans và Michael Rapaport. Bộ phim tập trung vào Đặc vụ FBI Sarah Ashburn và thám tử Boston Shannon Mullins, người phải hạ gục một tên cướp ở Boston.
Bộ phim được phát hành tại Hoa Kỳ vào ngày 28 tháng 6 năm 2013. Phim nhận được những đánh giá tích cực từ các nhà phê bình, khen ngợi diễn xuất của Bullock và McCarthy, và thành công tại phòng vé, thu về $229 triệu trên toàn thế giới so với kinh phí $43 triệu.